# Нарита
Нарита (јап. 成田市) град је у Јапану у префектури Чиба. Према попису становништва из 2005. у граду је живело 121.139 становника.

## Становништво
Према подацима са пописа, у граду је 2005. године живело 121.139 становника.
| 1995.   | 2000.   | 2005.   |
| ------- | ------- | ------- |
| 112.662 | 116.898 | 121.139 |